# Championnat de Syrie de football 2014-2015
Navigation
Saison précédente Saison suivante
La saison 2014-2015 du Championnat de Syrie de football est la quarante-quatrième édition du championnat de première division en Syrie. Les dix-huit meilleurs clubs du pays sont répartis en deux poules géographiques où ils s'affrontent deux fois au cours de la saison, à domicile et à l'extérieur. Les trois premiers de chaque groupe s’affrontent ensuite au sein d’une poule pour le titre.
C'est le club d'Al Jaish Damas qui remporte le championnat après avoir terminé en tête de la poule finale, avec deux points d'avance sur Al Shorta Damas et Al Wahda Club. C’est le treizième titre de champion de Syrie de l'histoire du club.

## Les clubs participants
- Al-Karamah SC
- Al Ittihad Alep
- Hutteen SC
- Jableh SC - Promu de D2
- Al-Jehad SC Qamishli
- Al Taliya Hama
- Al Wahda Club
- Al-Nwa'ir
- Tishreen SC
- Al Jazeera Hasakah
- Al Majd Damas
- Al Shorta Damas
- Al Futuwa Deir ez-Zor
- Baniyas Refinery SC
- Al Muhafaza SC
- Al Wathba Homs
- Al Jaish Damas
- Al Nidhal Damas - Promu de D2

## Compétition
Le barème utilisé pour établir les différents classement est le suivant :
- Victoire : 3 points
- Match nul : 1 point
- Défaite : 0 point

### Première phase
| Rang | Équipe             | Pts | J  | G  | N | P  | Bp | Bc | Diff |
| ---- | ------------------ | --- | -- | -- | - | -- | -- | -- | ---- |
| 1    | Al Jaish Damas     | 40  | 16 | 12 | 4 | 0  | 29 | 4  | +25  |
| 2    | Al Shorta Damas    | 33  | 16 | 9  | 6 | 1  | 21 | 7  | +14  |
| 3    | Al Majd Damas      | 25  | 16 | 7  | 4 | 5  | 17 | 17 | 0    |
| 4    | Al Taliya Hama     | 20  | 16 | 5  | 5 | 6  | 14 | 17 | -3   |
| 5    | Tishreen SC        | 19  | 16 | 4  | 7 | 5  | 12 | 14 | -2   |
| 6    | Al Wathba Homs     | 18  | 16 | 5  | 3 | 8  | 12 | 13 | -1   |
| 7    | Al Ittihad Alep    | 18  | 16 | 5  | 3 | 8  | 16 | 18 | -2   |
| 8    | Al Jazeera Hasakah | 12  | 16 | 3  | 3 | 10 | 9  | 21 | -12  |
| 9    | Jableh SCP         | 11  | 16 | 2  | 5 | 9  | 10 | 29 | -19  |

| Rang | Équipe                | Pts | J  | G  | N  | P | Bp | Bc | Diff |
| ---- | --------------------- | --- | -- | -- | -- | - | -- | -- | ---- |
| 1    | Al Wahda Club'T'C     | 37  | 16 | 11 | 4  | 1 | 29 | 7  | +22  |
| 2    | Al Muhafaza SC        | 25  | 16 | 6  | 7  | 3 | 22 | 12 | +10  |
| 3    | Baniyas Refinery SC   | 22  | 16 | 5  | 7  | 4 | 12 | 12 | 0    |
| 4    | Al Futuwa Deir ez-Zor | 20  | 16 | 4  | 8  | 4 | 19 | 19 | 0    |
| 5    | Al-Nwa'ir             | 19  | 16 | 3  | 10 | 3 | 19 | 18 | +1   |
| 6    | Al Nidhal DamasP      | 19  | 16 | 5  | 4  | 7 | 17 | 17 | 0    |
| 7    | Al-Karamah SC         | 19  | 16 | 4  | 7  | 5 | 11 | 22 | -11  |
| 8    | Hutteen SC            | 12  | 16 | 2  | 6  | 8 | 11 | 22 | -11  |
| 9    | Al-Jehad SC Qamishli  | 12  | 16 | 1  | 9  | 6 | 11 | 22 | -11  |

### Seconde phase
Les équipes démarrent la seconde phase avec un bonus de points correspondant à leur classement à l'issue de la première phase :
- Premier : + 3 points
- Deuxième : + 2 points
- Troisième : + 1 point

| Rang | Équipe                 | Pts | J | G | N | P | Bp | Bc | Diff |  | Résultats (▼ dom., ► ext.) | Jai | Sho | Wah | Maj | Ban | Muh |
| ---- | ---------------------- | --- | - | - | - | - | -- | -- | ---- |  | -------------------------- | --- | --- | --- | --- | --- | --- |
| 1    | Al Jaish Damas +3      | 13  | 5 | 3 | 1 | 1 | 6  | 2  | +4   |  | Al Jaish Damas +3          |     | 0-1 | 2-0 | 0-0 | 2-0 | 2-1 |
| 2    | Al Shorta Damas +2     | 11  | 5 | 3 | 0 | 2 | 8  | 4  | +4   |  | Al Shorta Damas +2         |     |     | 1-2 | 0-1 | 4-0 | 2-1 |
| 3    | Al Wahda Club'T'C +3   | 11  | 5 | 2 | 2 | 1 | 8  | 7  | +1   |  | Al Wahda Club'T'C +3       |     |     |     | 3-1 | 2-2 | 1-1 |
| 4    | Al Majd Damas +1       | 6   | 5 | 1 | 2 | 2 | 5  | 7  | -2   |  | Al Majd Damas +1           |     |     |     |     | 1-2 | 2-2 |
| 5    | Baniyas Refinery SC +1 | 6   | 5 | 1 | 2 | 2 | 5  | 10 | -5   |  | Baniyas Refinery SC +1     |     |     |     |     |     | 2-2 |
| 6    | Al Muhafaza SC +2      | 5   | 5 | 0 | 3 | 2 | 6  | 8  | -2   |  | Al Muhafaza SC +2          |     |     |     |     |     |     |

|  | Qualification pour la Coupe de l'AFC 2016              |
|  | T : Tenant du titre C : Vainqueur de la Coupe de Syrie |

## Bilan de la saison
| Championnat de Syrie de football 2014-2015                        |                            |
| Champion                                                          | Al Jaish Damas (13e titre) |
| Coupes et trophées                                                |                            |
| Vainqueur de la Coupe de Syrie 2014-2015                          | Al Wahda Club              |
| Qualifications continentales                                      |                            |
| Coupe de l'AFC 2016                                               | Al Jaish Damas             |
| Coupe de l'AFC 2016                                               | Al Wahda Club              |
| Promotions et relégations                                         |                            |
| Promus en Syrian League                                           | Omayya SC                  |
| Promus en Syrian League                                           | Hurriya SC                 |
| Relégués en Championnat de Syrie de football de deuxième division | Aucun                      |